# サトウとシオ
サトウとシオは、日本のライトノベル作家である。

## 概要
2014年1月に小説を執筆することを決意し、アニメ『のうりん』が放送中だったことからGA文庫大賞に応募することを意識し始めた。2016年の第8回GA文庫大賞で作品「例えばラストダンジョン前の村の少年が都会にあこがれ序盤の街で暮らすような物語」が優秀賞を受賞、後に『たとえばラストダンジョン前の村の少年が序盤の街で暮らすような物語』に改題された同作でデビューした。同作は2021年1月時点でシリーズ累計発行部数が200万部を突破しており、アニメ化もされ2021年1月から3月にかけて放映された。公益社団法人日本漫画家協会にも所属している。

## 作品一覧
- 『たとえばラストダンジョン前の村の少年が序盤の街で暮らすような物語』（イラスト：和狸ナオ、GA文庫〈SBクリエイティブ〉、全15巻、2017年2月 - 2022年7月）[6]
- 『隣のクラスの美少女と甘々学園生活を送っていますが告白相手を間違えたなんていまさら言えません』（イラスト：たん旦、GA文庫〈SBクリエイティブ〉、既刊2巻、2023年9月 - ）[7]
- 『読心探偵・大葉香夏子は頭がわるい〜心が読めるから真犯人特定までは余裕ですけど証明方法が全然わかりません〜』（イラスト：日下氏、GA文庫〈SBクリエイティブ〉、2025年5月）[8]